# Тапе, Аксель
Аксе́ль Тапе́-Кобрисса́ (фр. Axel Tape-Kobrissa; родился 10 августа 2007, Бонди) — французский футболист, выступающий на позициях центрального защитника или центрального полузащитника за немецкий клуб «Байер 04».

## Клубная карьера
Выступал за юношеские команды клубов «Бобиньи» и «Бобиньи Баньоле Ганьи». Летом 2020 года присоединился к футбольной академии клуба «Пари Сен-Жермен». 15 января 2025 года дебютировал в основном составе «Пари Сен-Жермен» в матче Кубка Франции против «Эспали». 3 мая 2025 года дебютировал во французской Лиге 1, выйдя в стартовом составе в матче против клуба «Страсбур».
11 июня 2025 года подписал контракт с немецким клубом «Байер 04».

## Карьера в сборной
В ноябре 2024 года дебютировал за сборную Франции до 18 лет.

## Достижения
«Пари Сен-Жермен»
- Чемпион Франции: 2024/25
- Обладатель Кубка Франции: 2024/25